# Запис Марјановића крушка (Гложане)
Запис Марјановића крушка (Гложане) се налази на парцели чији је власник Марјановић Милан.

## Локација
| Општина             | Свилајнац                                                        |
| Катастарска општина | Гложане                                                          |
| Потес               | Кавадинац                                                        |
| Координате          | 44° 10′ 15″ С; 21° 09′ 06″ И / 44.1708° С; 21.151800000000001° И |
| Надморска висина    | 197m                                                             |

## Карактеристике
Дендрометријске вредности утврђене на терену и сателитским снимцима:
| Стабло                     | Крушка |
| Висина стабла              | m      |
| Обим дебла                 | m      |
| Пречник крошње             | 12m    |
| Пречник дебла              | m      |
| Висина дебла до прве гране | m      |

## База записа
Запис је у оквиру Викимедија пројекта "Запис - Свето дрво" заведен под редним бројем 1222.